# Syncope (rodzaj)
Syncope – wyróżniany przez część autorów rodzaj płazów bezogonowych z rodziny wąskopyskowatych, obejmujący gatunki występujące w Kolumbii, Ekwadorze, Peru i Brazylii.

## Gatunki
Da Silva i Meinhardt (1999) zaliczyli do rodzaju Syncope trzy gatunki: Syncope antenori, S. carvalhoi i S. tridactyla. Z analizy filogenetycznej przeprowadzonej przez de Sá i współpracowników (2012) wynikło, że gatunki zaliczane do rodzaju Chiasmocleis nie tworzą kladu, do którego nie należałyby również gatunki z rodzaju Syncope. De Sá i współpracownicy (2012) wskazali, że aby rodzaj Chiasmocleis pozostał monofiletyczny konieczne jest albo zsynonimizowanie z nim rodzaju Syncope albo przeniesienie do rodzaju Syncope części gatunków zaliczanych do rodzaju Chiasmocleis; autorzy opowiedzieli się za tym drugim rozwiązaniem i przenieśli do rodzaju Syncope gatunki C. bassleri, C. hudsoni, C. jimi, C. magnova i C. supercilialbus. Z późniejszej analizy filogenetycznej przeprowadzonej przez Peloso i współpracowników (2014) wynika jednak, że Syncope bassleri nie tworzy z pozostałymi gatunkami zaliczonymi przez da Silvę i Meinhardta (1999) oraz de Sá i współpracowników (2012) do rodzaju Syncope kladu, do którego nie należeliby też przedstawiciele rodzaju Chiasmocleis. Peloso i współpracownicy (2014) nie zdecydowali się na wyróżnienie dla gatunku S. bassleri odrębnego rodzaju, zamiast tego synonimizując rodzaj Syncope z rodzajem Chiasmocleis i przenosząc do tego ostatniego rodzaju wszystkie gatunki zaliczane przez da Silvę i Meinhardta (1999) oraz de Sá i współpracowników (2012) do rodzaju Syncope.